# Том Лунд
Том Лунд (норв. Tom Lund; нар. 10 вересня 1950, Ліллестрем) — норвезький футболіст, що грав на позиції нападника за клуб «Ліллестрем», а також національну збірну Норвегії. По завершенні ігрової кар'єри — тренер.

## Клубна кар'єра
Народився 10 вересня 1950 року в Ліллестремі. Вихованець футбольної школи мисцевого однойменного клубу. Дорослу футбольну кар'єру розпочав 1967 року в основній команді «Ліллестрем», кольори якого і захищав протягом усієї своєї кар'єри гравця, що тривала шістнадцять років. У складі «Ліллестрема» був одним з головних бомбардирів команди, маючи середню результативність на рівні 0,54 гола за гру першості. Двічі, у 1976 і 1977 роках, допомагав команді вигравати футбольну першість Норвегії.

## Виступи за збірну
1971 року дебютував в офіційних матчах у складі національної збірної Норвегії.
Загалом протягом кар'єри у національній команді, яка тривала 12 років, провів у її формі 47 матчів, забивши 12 голів.

## Кар'єра тренера
Розпочав тренерську кар'єру невдовзі по завершенні кар'єри гравця, 1985 року, очоливши тренерський штаб клубу «Ліллестрем». Того ж року привів команду до перемоги у розіграші Кубка Норвегії, а наступного року очолюваний Лундом «Ліллестрем» став чемпіоном Норвегії. Після провального наступного сезону 1987 року, в якому діючі чемпіони ледь зберегли місце в елітному дивізіоні країни, залишив «Ліллестрем».
Згодом повертався на тренерський місток рідної команди протягом 1990—1991 років.

## Титули і досягнення

### Як гравця
- Чемпіон Норвегії (2):

«Ліллестрем»: 1976, 1977
- Володар Кубка Норвегії (3):

«Ліллестрем»: 1977, 1978, 1981

### Як тренера
- Володар Кубка Норвегії (1):

«Ліллестрем»: 1985
- Чемпіон Норвегії (1):

«Ліллестрем»: 1986